# Ciudad Oculta
Ciudad Oculta es el nombre con que es conocida la Villa 15 (originalmente conocida como Barrio General Belgrano), un asentamiento informal o villa de emergencia localizada en el barrio de Villa Lugano, en la Comuna 8 de la Ciudad Autónoma de Buenos Aires, Argentina.

## Historia
Habría comenzado como un barrio de obreros del cercano Mercado de Hacienda de Mataderos, de las empresas ferroviarias y del Frigorífico Lisandro de la Torre, hacia el año 1937, creciendo paulatinamente a través de las siguientes décadas.
A pesar de las promesas electorales, referentes barriales señala que el jefe de Gobierno porteño incumple las leyes que prevén la construcción de viviendas sociales, como las leyes N° 148, 341, 1770, 1333, 3343 y exigen un plan integral de viviendas. En 2014 se inauguró una plaza y una cancha dentro de la villa.

## Toponimia
Hay dos versiones sobre el origen del nombre de este asentamiento, por el que se habría comenzado a llamar Ciudad Oculta a la Villa 15.
El sentido del nombre viene a cuenta de la dificultad para observar el asentamiento desde la Avenida Eva Perón. Las primeras casas se construyeron detrás de los muros de una fábrica de cuero abandonada, que había quebrado y daba sobre la avenida Eva Perón. Donde empezaba "la villa" estaba la vía del tren, ahí terminaban las edificaciones típicas de un barrio de casas bajas de clase media, estilo chalet, entonces, desde las avenidas Eva Perón, Larrazabal, avenida Directorio y Rodó, no podía observarse en forma directa el asentamiento.
En palabras de José "Mate" Ocampo: "Cuando pasaba por Avenida del Trabajo (avenida Eva Perón) no veía nada. Pero te metías adentro y estaba todo el barrio. Es por eso que era como una ciudad oculta, y de ahí le viene el nombre".
Otro motivo por el cual es difícil de observar el barrio es el siguiente: a partir de la Copa Mundial de Fútbol de 1978, que tuvo lugar en Argentina, cuando la intendencia de la ciudad de Buenos Aires la ejerció Osvaldo Cacciatore (durante la presidencia de Jorge Rafael Videla) se habría construido un muro que escondiera la villa de emergencia de los ojos de los turistas extranjeros.
El Elefante Blanco se encontraba dentro de la villa, luego fue demolido en 2018 y se inauguró un edificio público y un parque.

## Organizaciones sociales
Cosechando sueños: organización civil que trabaja por la inserción laboral de la comunidad a través de talleres
Radio La Milagrosa: colectivo de comunicación popular
Comedor Emmanuel: comedor popular.
Segunda casa: centro de jubilados y pensionados
Barrios de Pie: Movimiento social
La Miguelito Pepe: organización social que trabaja por la dignidad y el protagonismo social y político de niños y adolescentes de las clases populares.

## Divisiones
Se podría subdividir la villa, por un lado en "las tiras" (también conocido como el Barrio Nuevo), y por otro lado, la villa propiamente dicha.

## Población
Esta villa es considerada una de las más grandes dentro de la ciudad. Pertenece al barrio porteño de Villa Lugano.

## Parroquias y Capillas

Parroquia Nuestra Señora del Carmen (Villa 15) (Ciudad Oculta) - Barrio de Villa Lugano.

Capilla San Cayetano (Villa 15) (Ciudad Oculta) - Barrio de Villa Lugano.

Capilla Nuestra Señora de Luján (Villa 15) (Ciudad Oculta) - Barrio de Villa Lugano.

- "Parroquia Nuestra Señora del Carmen": Dirección: Eva Perón 6378 (Pilar y Hubac) - Manzana 8 - Casa 35 - Villa 15 (Ciudad Oculta) - Barrio de Villa Lugano: Esta es la parroquia principal de la villa 15 o como se la conoce con el nombre de Ciudad Oculta. De esta parroquia dependen las otras dos capillas que están también en la villa (La capilla San Cayetano y la capilla Nuestra Señora de Luján). En esta parroquia se realizan misas, comuniones, bautismos, confirmaciones, retiros espirituales y se desarrollan actividades y eventos para los vecinos del barrio. En el año 2016 el gobierno nacional le otorgó a esta parroquia el uso de un terreno en la villa 15 para la construcción de un establecimiento educativo de nivel inicial y escuela primaria. Éste terreno se encuentra ubicado en Herrera 3496, entre Lisandro de la Torre y Avenida Argentina, con una superficie total de 2500 metros cuadrados. Frente a este terreno funciona un jardín de infantes que también depende de esta parroquia el cual fue inaugurado en el mes de marzo del año 2015 y lleva el nombre de Jardín Nuestra Señora del Carmen. En esta parroquia se han también desarrollado actividades de Mediación Comunitaria dependiente de la Secretaría General de Acceso a la Justicia. La parroquia además de cubrir las necesidades espirituales del barrio también cuenta con una sala de primeros auxilios y un local de Cáritas Argentina para atender las necesidades de los más desprotegidos. La parroquia también cuenta con un espacio de deportes (Club Virgen del Carmen), ubicado en la manzana 26 bis, casa 66.

- "Capilla San Cayetano": Dirección: Rucci y Hubac - Villa 15 (Ciudad Oculta) - Barrio de Villa Lugano. Pertenece a la Jurisdicción Parroquial de Nuestra Señora del Carmen del mismo barrio. En esta capilla se llevan a cabo diversas actividades para los vecinos y vecinas del barrio y también festejos, como la Fiesta de San Juan. En esta capilla se brinda apoyo escolar gratuito para chicos, adolescentes y adultos.

- "Capilla Nuestra Señora de Luján": Dirección: Villa 15 (Ciudad Oculta) - Barrio de Villa Lugano. Lleva este nombre en advocación con la que se venera la figura de la Virgen María en el catolicismo. Se la considera patrona de Argentina, Paraguay, y Uruguay. En esta capilla se han rodado algunas escenas de la película argentina llamada "Elefante Blanco" y protagonizada por el actor argentino Ricardo Darín. Pertenece a la Jurisdicción Parroquial de Nuestra Señora del Carmen del mismo barrio. En esta capilla se han desarrollado también Programas de Promoción Comunitaria en Salud como la Campaña de Vacunación contra la Hepatitis B.